# Вот какой рассеянный (мультфильм)
«Вот какой рассеянный» — советский короткометражный мультфильм. Снят по одноимённому стихотворению Самуила Маршака.

## Сюжет
Один рассеянный ленинградец проснулся от гудка поезда и стал собирать вещи перед отъездом в Москву к родственникам. По ошибке он надел одежду соседей (не всю правильно) и пошёл вниз, соседи по дороге вернули ему его одежду и забрали свою. Сопроводили до трамвая. У него было очень много вещей с собой и он вещами весь вход в трамвай загородил и по вещам залез на крышу и поехал. Увидел на часах, что скоро отправление и забыв, что он в трамвае, а не в маршрутке, стал просить водителя (которого обозвал устаревшим термином — вагоновожатый) остановиться. Закрыл ему лобовое стекло зонтом, чем спровоцировал несвоевременную остановку трамвая. Пассажиры повыкидывали вещи главному герою и он пошёл на вокзал. По ошибке пошёл в буфет за билетом, а в билетную кассу за квасом. По рассеянности сел в отцепленный вагон, чемоданы, вопреки тексту положил не «под диваны», а на верхнюю полку. Уснул и не заметил, что его поезд уехал. Молодой сосед главного героя отправил родственникам последнего телеграмму, чтобы его встретили. А сам главный герой думал, что он ехал, и у дворника на вокзале дважды спрашивал, где находится, на что дворник отвечал — «это город Ленинград» (ныне Санкт-Петербург). Его поезд уже приехал в Москву и его ждут родственники, но его не было. На следующий день главный герой опять спросил, где находится. Тот же самый дворник сказал, что он в Ленинграде. Рассеянный в недоумении выскочил из окна отцепленного вагона, и устроил с дворником фехтовальный поединок (в их случае зонтом и метлой). После боя Рассеянный пошёл в Москву пешком, по рассеянности сбил указатель головой, и не знает, куда идти, но ему навстречу шли родственники. И обрадовавшись кинулись к нему. Заканчивается мультфильм фотографией крупным планом главного героя.

### Отрывок из стихотворения
Жил человек рассеянный

На улице Бассейной.

Сел он утром на кровать,

Стал рубашку надевать.

В рукава просунул руки —

Оказалось, это брюки.

Вот какой рассеянный

С улицы Бассейной!

Надевать он стал пальто —

Говорят ему: «Не то!»

Надевать он стал гамаши,

Говорят ему: «Не ваши!»

Вот какой рассеянный

С улицы Бассейной!

  

Вместо шапки на ходу

Он надел сковороду.

Вместо валенок перчатки

Натянул себе на пятки.

Вот какой рассеянный

С улицы Бассейной!

## Съёмочная группа
| автор сценария            | Владимир Голованов                                                                                      |
| режиссёр                  | Марианна Новогрудская                                                                                   |
| художник-постановщик      | Галина Беда                                                                                             |
| оператор                  | Эрнст Гаман                                                                                             |
| композитор                | Алексей Рыбников                                                                                        |
| звукооператор             | Олег Соломонов                                                                                          |
| текст от автора читали    | Александр Лившиц, Александр Левенбук                                                                    |
| художники-мультипликаторы | Марк Драйцун, Аида Зябликова, Ирина Дегтярёва, Валерий Шуленин                                          |
| художники                 | Радна Сахалтуев, Вадим Меджибовский, Марина Зотова, Маргарита Алёхина, Ольга Прянишникова, Игорь Медник |
| монтажёр                  | Галина Дробинина                                                                                        |
| редактор                  | Александр Тимофеевский                                                                                  |
| директор картины          | Г. Фёдорова                                                                                             |